# 托普科技
成都托普科技股份有限公司（除牌當時為8135.HK）-- 前香港創業板上市公司，創辦於1997年，由宋如華創立，主要業務從事於關鍵電子信息技術的前向研究及將該等關鍵科技結果予以研究及商業化，以及為相關聯的公司提供管理服務。全部來自中國收入。
托普科技在2004年4月19日起暫停買賣，在會計師羅兵咸永道會計師事務所發現，托普集團向中國工商銀行和華夏銀行借貸，達至3億13百萬元人民幣貨款，另外發現有更多未披露借款資料，因此違反創業板上市規則，在羅兵咸永道會計師事務所對財政有分歧下，己轉至德豪嘉信會計師事務所為本公司核數師。
法院已受理招商銀行股份有限公司成都高新支行的申請，執行四川托普軟件投資股份有限公司、本公司及四川托普科技發展公司借款擔保合同糾紛一案，因被執行人未按法院指定的期限內履行還款義務，法院依法委託四川省嘉誠拍賣有限公司，於2006年5月24日以人民幣33,000,000元拍賣了本集團位於中國四川省成都市郫縣紅光鎮托普大道西部軟件園的土地使用權、房屋及建築物及其它設備等固定資產。
最後本公司因未能向港交所提交復牌建議，而根據《香港聯合交易所有限公司創業板證券上市規則》條例第9.14條，裁定本公司在2007年5月18日於上午9時30分撤銷上市。

## 相關連結
- 刘韧推荐：《托普检讨》
- 托普系资金黑洞膨胀 托普科技自陈违规拆借[永久]